# ヴォルフガング・マイヤー
ヴォルフガング・マイヤー（Wolfgang Meyer, 1954年8月13日 - 2019年3月17日）は、ドイツのクラリネット奏者。カールスルーエ音楽大学の教授、学長を務めた。妹のザビーネもまた、クラリネット奏者である。

## 略歴
1954年、クライルスハイムに生まれる。1966年から1972年までシュトゥットガルト音楽演劇大学で学んだ後に、1972年から1978年にかけてハノーファー音楽院で学んだ。シュトゥットガルトではオットー・ヘルマンに、ハノーファーではハンス・ダインツァーに師事した。在学中のマイヤーは、ドイツの若者の為の音楽賞 "Jugend musiziert" の1等賞を1969年、1971年、1973年と受賞した。また、1974年にはクラーニヒシュタイン音楽賞を受賞し、1975年にはミュンヘン国際音楽コンクールの室内楽部門へ、シランクス五重奏団のメンバーとして出場して優勝を果たしている。また、1976年のドイツ音楽大学コンクールでの最優秀賞、更には1977年のボンでのドイツ音楽コンクールでの最優秀賞を受賞するなど、若い頃から様々な賞を獲得している。
室内楽奏者としての分野では、広範囲にわたり活動しピリオド楽器にも取り組んだ。妹ザビーネ、彼女の夫で義弟にあたるライナー・ヴェーレと共にクラリネット三重奏団 "Trio di Clarone（トリオ・ディ・クラローネ）" を結成し、ハリオルフ・シュリヒティヒやルディ・スプリングらと共に行動した。トリオ・ディ・クラローネではクラリネットだけではなくバセットホルンも演奏し、古楽器に光が当てられた演奏は関心を向けられた。ソリストとしては現代音楽にも造詣が深く、ティベリウ・オラー、ジャン・フランセ、フーベルト・シュトゥップナー、エディソン・デニソフらの作品の初演に参加した。1996年以降はニコラウス・アーノンクールが束ねるウィーン・コンツェントゥス・ムジクスと度々共演し、モーツァルトのクラリネット協奏曲の録音も共同で行っている。また、カルミナ四重奏団、モザイク四重奏団、イザイ四重奏団との共演も頻りに行われており、数々の録音に携わった。晩年はジャズミュージシャンとしても活動していた。
1979年からカールスルーエ音楽大学で後進の指導に当たり、1989年に教授に昇進、2016年まで教授職を務めた。また、2001年から2007年まで同大学の学長も兼任している。2019年3月17日、カールスルーエで死去した。64歳没。